# Bîstrîțea, Drohobîci
Bîstrîțea (în ucraineană Бистриця) este localitatea de reședință a comunei Bîstrîțea din raionul Drohobîci, regiunea Liov, Ucraina.

## Demografie
Componența lingvistică a localității Bîstrîțea
     Ucraineană (99,76%)
     Alte limbi (0,24%)
Conform recensământului din 2001, majoritatea populației localității Bîstrîțea era vorbitoare de ucraineană (99,76%), existând în minoritate și vorbitori de alte limbi.